# Jamskaja gonba

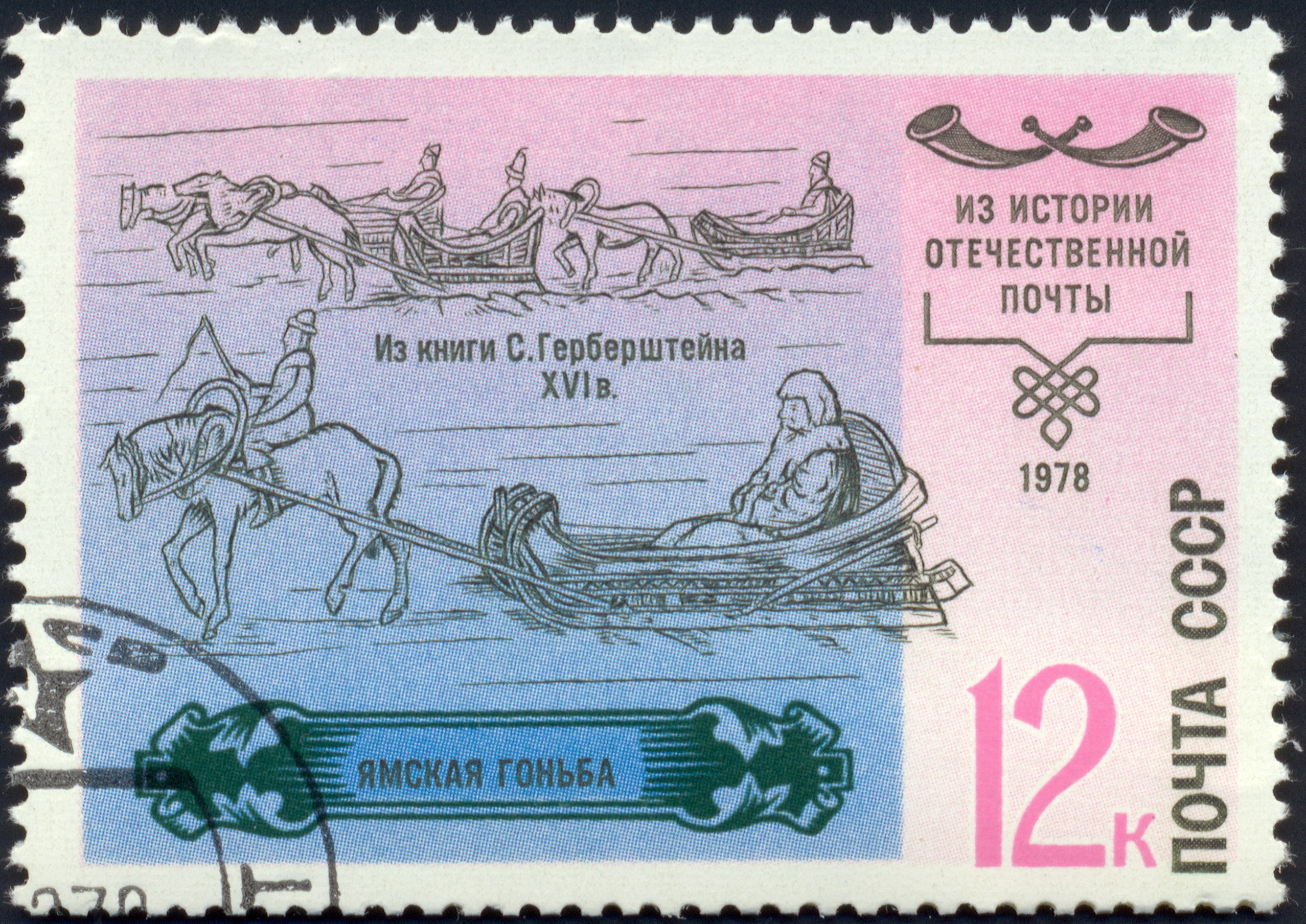
Sovjetpostzegel uit 1978 met de jamskaja gonba naar een tekening uit het 16e-eeuwse boek van Herberstein.

De jamskaja gonba (Russisch: Ямская гоньба; letterlijk: "postrijderij") is een historische postdienst in Rusland tussen de 13e en de 19e eeuw, die zich voornamelijk bezig hield met het bezorgen van officiële correspondentie.
De Russische woorden "jamskaja", "jamsjtsjik" (postiljon) en "jam" zijn volgens het Etymologisch woordenboek van de Russische taal van Max Vasmer vermoedelijk afgeleid van het Turkse woord jamçı ("postiljon"). Veel Russische toponiemen verwijzen nog naar de tijd dat deze postdienst wijdverspreid was.
De jamskaja gonba werd geïntroduceerd in het noordoosten van Rusland toen het land nog schatplichtig was aan de Gouden Horde. Onderdeel van de postdienst vormden een keten van jams (poststations) om de 40 tot 50 wersten, waar paarden gewisseld werden. Om dit systeem te laten functioneren bestond er de jamskaja povinnost, een herendienst die werd uitgevoerd door de jamsjtsjiki (postiljons), die elk 3 paarden dienden te houden en vaak woonachtig waren in een van de jamskaja sloboda's; voorsteden voor postiljons. In de 16e eeuw werd de jamskoj prikaz ingesteld, een staatsdienst die onder andere deze postdienst moest reguleren en vanaf 1723 jamskaja kantseljaria werd genoemd.
In de 16e eeuw schreef de Oostenrijkse diplomaat Sigismund von Herberstein in zijn Rerum Moscoviticarum Commentarii over de jamskaja gonba:
De grote soeverein, de vorst van Moskou, heeft boodschappers met voldoende paarden op verschillende plaatsen in zijn vorstendom, zodat waar de vorst zijn boodschapper ook stuurt, er altijd paarden voor hem zullen zijn. Een boodschapper heeft het recht om het paard te kiezen waarvan hij denkt dat het beste is. Bij elk poststation werden de paarden gewisseld; er was geen tekort aan nieuwe. Wie er 10 of 12 eiste, werden er 40 of 50 gebracht. Vermoeide [paarden] werden buiten achtergelaten en vervangen door anderen die werden meegenomen naar het eerste dorp.
Vanaf eind 16e eeuw werd de jamskaja gonba ook op de Siberische postwegen geïntroduceerd om de Russische posities in dit immense gebied te versterken. Deze postdiensten kampten echter met veel moeilijkheden over de lange en vooral in de lente en herfst slecht begaanbare Siberische Trakt. In de loop der eeuwen veranderde dit nauwelijks. Pas begin 20e eeuw verbeterden de verbindingen, maar toen was de postdienst al ingehaald door andere vormen van vervoer.